# معركة فرشلة
```
مَعرَكة فِرشِلَّة،
 دَارَتْ رَحَاها يوم 30 يوليو 101 ق.م بالقُرب من مَدينة 
فِرشِلَّة
 في 
غاليا كيسالبينا
 (
شمالِ إيطاليا
 حاليًا). بين جَحافل جيوش 
الجُمهورية الرومانية
 تحت القيادة المُشتركة للقُنصل «
غايوس ماريوس
» والقائد «
كوينتوس كاتولوس
»،
[
3
]
 وبين قوات التحالُف 
الجرماني
-
القلطي
 بقيادة ملك 
الكيمبريون
 «بويوريكس». شكلت المعركة نهاية 
التهديد الجرماني
 على الجُمهورية الرُومانية.
[
4
]
```

## خلفية
في عام 113 ق.م، دخل تحالُف جرماني-قلطي كبير مُهاجر برئاسة الكيمبريون والتوتونيون ألى اراضي السيادة الرومانية. قاموا بغزو نوريكوم (اليوم النمسا وسلوفينيا) والتي كان يسكُنها حُلفاء روما. أرسل مجلس الشيوخ «جناوس كابرو»، أحد قناصل ذلك العام، على رأس جيش روماني كبير إلى نوريكوم لإجبار البرابرة على الخروج. وقعت مجموعة اشتباكات، أطلق عليه فيما بعد معركة نوريا، حيث طغى الغُزاة تمامًا على الفيالق الرومانية وألحقوا بهم خسائر فادحة.
بعد الأنتصار في واقعة نوريا، تحرك الكيمبريون والتوتونيون غربًا نحو بلاد الغال. في عام 109 ق.م، تحركوا على طول نهر الرون باتجاه المقاطعة الرومانية جاليا ناربونينسيس. تم إرسال القنصل الروماني، «ماركوس سيلانوس»، للتعامُل مع التهديد الجرماني المُتجدد. سار «سيلانوس» بجيشه شمالًا على طول نهر الرون لمواجهة القبائل الجرمانية المُهاجرة. التقى الكيمبريون على بعد حوالي 100 ميل شمال أراوسيو حيث تَصادم الجيشان في معركة أراوسيو وعانى الرومان من هزيمة مُذلة أخرى. ثم انتقلت القبائل الجرمانية إلى الأراضي الواقعة شمال وشرق تولوسا في جنوب غرب بلاد الغال.
بالنسبة للرومان، شكل وجود القبائل الجرمانية في بلاد الغال تهديدًا خطيرًا لاستقرار المنطقة ولهيبتهم. تم إرسال «لوسيوس لونجينوس»، أحد قناصل عام 107 ق.م، إلى بلاد الغال على رأس جيش جَرار أخر. حارب أولاً الكيمبريون وحُلفائهم الغاليين من قبائل الفولكاي تكتوساجيس خارج تولوسا، وعلى الرغم من العدد الهائل لرجال القبائل الجرمانية، هزمهم الرومان. لسوء حظ الرومان، بعد أيام قليلة تعرضوا لكمين أثناء سيرهم في بوردو، ودمرت معركة بوردو آمال الرومان في هزيمة الكيمبريون نهائيًا وهكذا استمر التهديد الجرماني.
في عام 106 ق.م أرسل الرومان أكبر جيش لهم حتى الآن. سُمح للقُنصل الأكبر في ذلك العام، «كوينتوس كايبيو»، باستخدام ثمانية فيالق في مُحاولة لإنهاء التهديد الجرماني مرة واحدة وإلى الأبد. بينما كان الرومان مشغولين في جمع جيشهم معًا، تشاجر جمع من قبائل الفولكاي تكتوساجيس مع ضيوفهم الجرمانيين، وطلبوا منهم مغادرة المنطقة. عندما وصل «كايبيو»، وجد القبائل المحلية فقط وقرروا بشكل معقول عدم مُحاربة الفيالق التي وصلت حديثًا. في عام 105 ق.م، تم تأجيل قيادة «كايبيو» وتم بناء ستة فيالق أخرى في روما بواسطة «جناوس ماكسيموس»، أحد قناصل عام 105 ق.م. قادهم «ماكسيموس» إلى تعزيز «كايبيو» الذي كان بالقرب من أراوسيو. لسوء حظ الرومان، اشتبك «كايبيو» الذي كان بُطَرُقًا و«ماكسيموس»، الذي كان رجُلاً جَديدًا، مع بعضهما البعض. رفض «كايبيو» تلقي الأوامر من «ماكسيموس» الذي كان قنصلًا يفوقه مرتبه. كل هذا أدى إلى انقسام القوة الرومانية بحيث كان الجيشين غير مُتعاونين لدرجة أنهم لم يدعموا بعضهُم البعض عندما بدأ القتال. في غضون ذلك، جمعت القبائل الجرمانية قواها. في البداية هاجموا جيش «كايبيو» وهزموه، وبعد ذلك، بثقة كبيرة، هاجموا جيش «ماكسيموس» وهزموه أيضًا. تعتبر معركة أراوسيو أكبر هزيمة رومانية مُنذ المذبحة التي تعرض لها في مَعركة كاناي على يَد «حنبعل القرطاجي» خلال الحرب البونيقية الثانية.
في عام 104 ق.م، بدأت قبائل الكيمبريون والتوتونيون بالتوجُه إلى إيطاليا. أرسل الرومان القُنصل الأكبر في ذلك العام، «غايوس ماريوس»، وهو جنرال مُتمرس وذو خبرة، عاد لتوه مَنصورًا في حرب يوغرطة، على رأس جيش جَرار آخر. لم تتمكن القبائل الجرمانية من تَجميع قواها في الوقت المُناسب، لذا أخضع «ماريوس» قبائل الفولكاي تكتوساجيس وأسر ملكهم «كوبيلوس». في عام 103 ق.م، نجح «لوسيوس سولا»، أحد مساعدي «ماريوس»، في إقناع قبيلة مارسي الجرمانية بأن يصبحوا حُلفاء لروما. فقاموا بالانفصال عن الاتحاد الجرماني وعادوا إلى جرمانيا. في 102 ق.م، سار «ماريوس» ضد الأمبرونيون والتوتونيون في بلاد الغال. تم تكليف «كوينتوس كاتولوس»، زميل «ماريوس» القنصلي، بإبقاء الكيمبريون خارج إيطاليا. عانى جيش «كاتولوس» من بعض الخسائر عندما هاجمه الكيمبريون بالقرب من ترينتو، لكنه تراجع وأبقى جيشه سليمًا. في هذه الأثناء، كان «ماريوس» قد هزم تمامًا الأمبرونيون والتوتونيون في معركة أكوي سكستيا في جاليا ناربونينسيس. في 101 ق.م، انضمت جيوش «ماريوس» و«كاتولوس» وواجهت الغُزاة الجرمانيين في غاليا كيسالبينا (بلاد الغال الإيطالية).
بحلول يوليو 101 ق.م، كان الكيمبريون يتجهون غربًا على طول ضفاف نهر بو. لسوء حظهم، أندمجت جيوش «ماريوس» و«كاتولوس» وأصبحت تُخييم الآن حول بيشنزة. انتخب «ماريوس» قنصلًا مرة أخرى (منصب قنصله الخامس) وبالتالي كان في القيادة العليا. بدأ المفاوضات مع الكيمبريون، الذين طالبوا بأرض ليستقروا عليها. رفض ماريوس وبدلاً من ذلك سعى إلى إضعاف معنويات الكيمبريون من خلال استعراض نبلاء التوتونيون الأسرى أمامهم. لم يسع أي من الجانبين إلى المفاوضات بصدق. لم يكن الرومان ينوون تسليم أراضيهم للغُزاة الأجانب بينما اعتقد الكيمبريون أنهُم القوة المُتفوقة.
خلال الأيام القليلة التالية، تناورت الجيوش ضد بعضها البعض، رفض الرومان في البداية خوض المعركة. في النهاية اختار «ماريوس» الموقع الأمثل للمعركة، سهل مفتوح بالقُرب من مَدينة فِرشِلَّة، ثم التقى بزعيم الكيمبريون «بويوريكس» للاتفاق على وقت ومكان المعركة. كان لدى «ماريوس» حوالي 52,000-54,000 رجل (مُعظمهم من المشاة الثقيلة)، وكان لدى الكيمبريون 120,000-180,000 مُحارب. (المؤرخون المعاصرون دائمًا ما يكونون مُتشككين إلى حد ما بشأن الأعداد الهائلة التي يضعُها المؤرخون القدماء للجيوش المُقاتلة، ومن المُستحيل تحديد الأعداد الحقيقية اليوم.)

## البداية
كان «ماريوس» و«كاتولوس» قد وضعوا جيُشهم في موقع يُمكن الدفاع عنه بالقرب من نهر بو، لمنع الكيمبريون من العبور إلى إيطاليا. كانت القوة المُشتركة بقيادة «ماريوس». نظرًا لعدم تقدُم الكيمبريون نحوهُم، عبر «ماريوس» النهر واقترب من موقعهم.

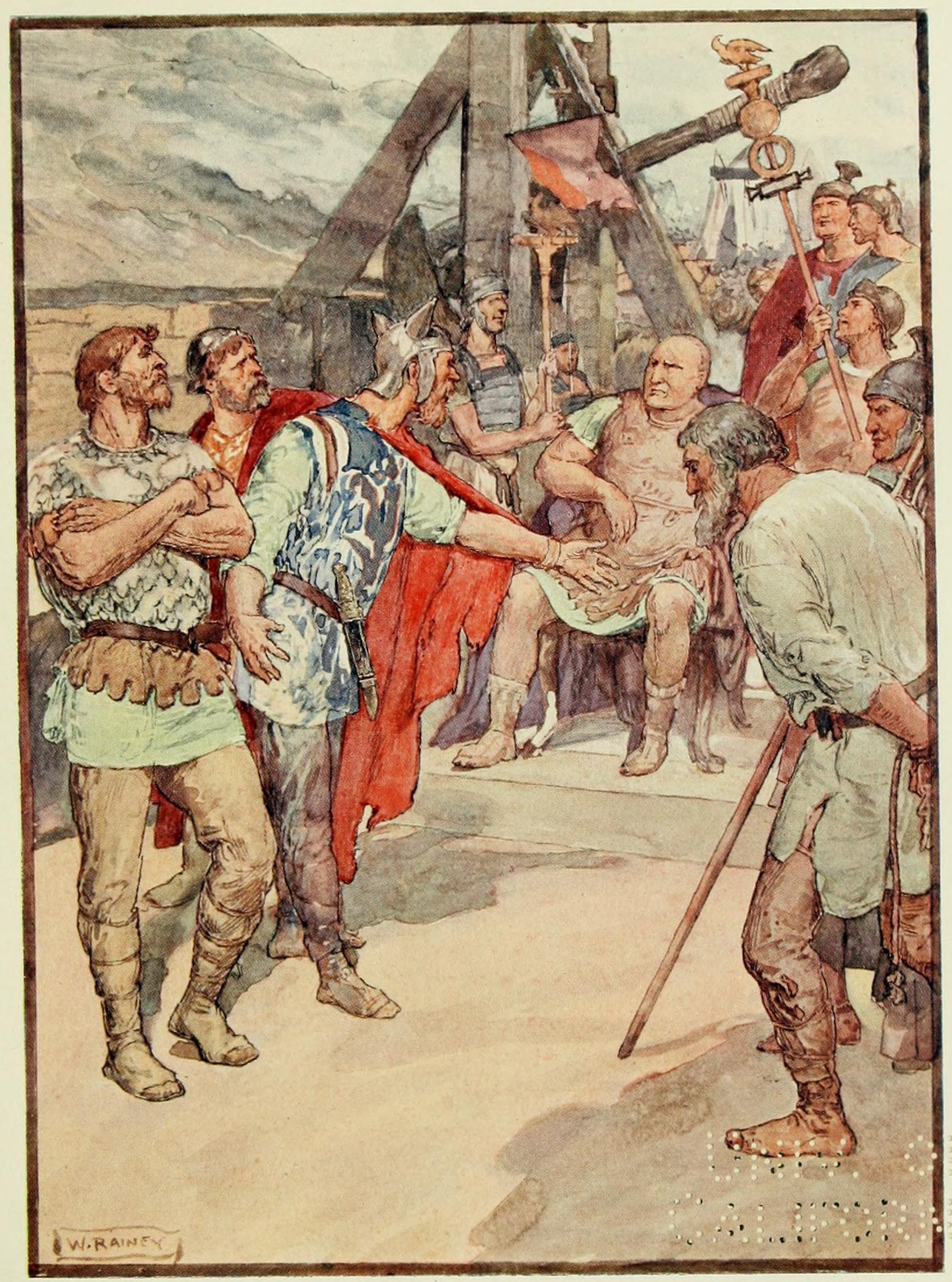
«غايوس ماريوس» وسُفراء الكيمبريون، بريشة «ويليام ريني»، 1900، من كتاب «حياة بلوطرخس».

أرسل الكيمبريون سفارة إلى المُعسكر الروماني. عرض «ماريوس» خيار المعركة، لكن السُفراء رفضوا، زاعمين أنهم بانتظار حُلفائهم. وطالبوا بدورهم بتسوية الأرض لأنفسهم ولحُلفائهم. استفسر «ماريوس» عن الحلفاء الذين كانوا يُشيرون إليهم. رد السُفراء بأنهم قصدوا الجرمان و / أو الأمبرونيون. أجاب «ماريوس»: «إذن لا تُزعج أنفُسكُم مع إخوتكم، لأنهم يمتلكون الأرض، وسوفَ تكون مُلكَهُم إلى الأبد - الأرض التي أعطيناهم إياها.» لم يفهم الكيمبريون قصد «ماريوس»، لذلك، أخرج الأخير عددًا من الملوك التوتونيون الأسرى، ربما كان «تيوتوبود» من بينَهُم، من خيمة قريبة.
عاد المبعوثون إلى معسكر الكيمبريون وأبلغوا قادتهم بمصير حُلفائهم. أقنع ملك الكيمبريون، «بويوريكس»، شعبه بمُحاربة الرومان في أقرب وقت مُمكن لأنه أراد تسوية النزاع عاجلاً وليس آجلاً. التقى «بويوريكس» مع «ماريوس» وعرض المعركة، وأعطى الرومان اختيار مكان وزمان المعركة. أبلغ «ماريوس» الملك أن الرومان لم يسمحوا للعدو بإملاء شؤونهم العسكرية. ومع ذلك، كان «ماريوس» على استعداد لعمل استثناء للكيمبريون. أبلغَ «ماريوس» الملك بمُقابلته بالقرب من فِرشِلَّة، المعروف أيضًا بالسهل الرودي.

## الموقع
تقليديا، يُحدد مُعظم المؤرخين موقع المعركة في أو بالقرب من مدينة فِرشِلَّة الحديثة، بِيمُنتة، في شمال إيطاليا. يعتقد بعض المؤرخين أن «فرشلة» ليس اسمًا صحيحًا وقد يُشير إلى أي منطقة عند التقاء نهرين.
يعتقد المؤرخون اللاحقين أن الكيمبريون اتبعوا نهر أديجي بعد أن عبروا ممر برينر، بدلاً من تحويل مسارَهُم «بشكل غير معقول» غربًا إلى فِرشِلَّة الحديثة؛ بهذه الطريقة، سيكون موقع المعركة بالقرب من رُفيغَة الحديثة. في بورغو فيرسيلي، بالقرب من نهر سيسيا، على بعد 5 كيلومترات من فِرشِلَّة.
موقع آخر مقترح هو قرية رودي الصغيرة، في ما يعرف الآن بمقاطعة كُونِيَة، بِيمُنتة.

## المعركة

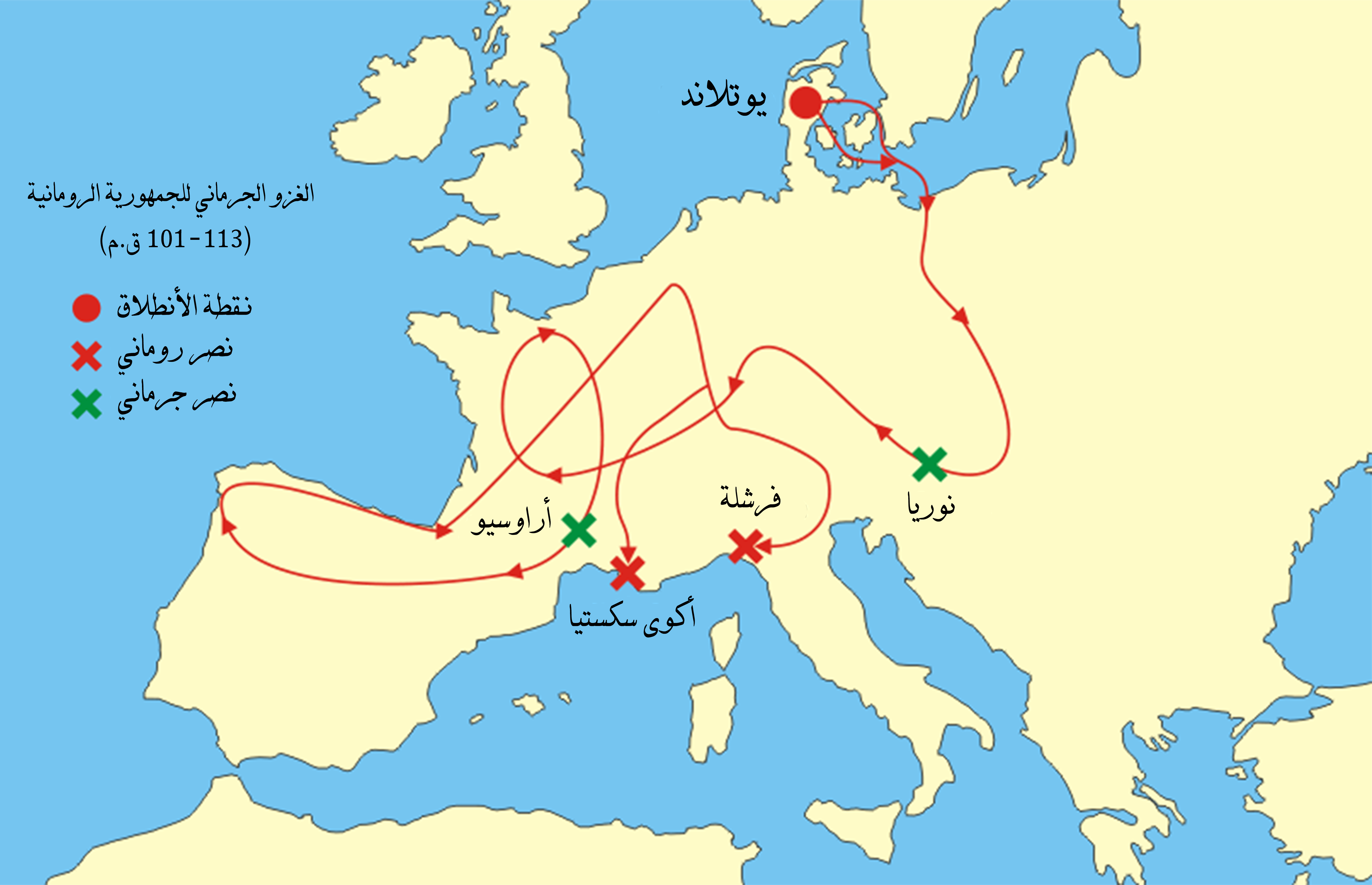
موقع معركة فرشلة بالأضافة إلى المعارك الرئيسية خلال غزو الكيمبريان (113-101 ق.م).

في 30 يوليو 101 ق.م، زحف الجيش الروماني إلى سهل فرشلة. قام «ماريوس» بتقسيم جيشه الكبير المُكون من 30.000 إلى 32.000 رجل في مجموعتين شكل كُل منهُما أجنحة الجيش بينما شكل «كاتولوس» وقواته الأقل خبرة والتي يتراوح عددُها بين 20.000 و 24.000 المركز. تولى «ماريوس» قيادة الجناح الأيسر، و«سولا» على الميمنة لقيادة سلاح الخَيالة. قام «ماريوس» أيضًا بتشكيل خطوطه التي تواجه الغرب بشكل ذكي، بحيث كان على الكيمبريون القتال وشمسُ الصباح في عيونهم، وكانت الرياح تهب باتجاه العدو، لذا فإن أي غُبار ينطلق من مُناوراتهُم سيتجه نحو الكيمبريون. وصل الكيمبريون بعد ذلك بقليل، وساروا إلى السهل في تشكيل مربعة مع جنودهُم مُصطفين على عمق أكبر من مساحة تُغطي أكثر من عشرة أميال مُربعة. تقدم الخَيالة الكيمبريون البالغ قوامهُم 15.000 فردًا أمام الساحة مُشكلين الطَليعة.

وفقًا لـ«بلوطرخس»، قدم «ماريوس» تضحية للآلهة: «غسل ماريوس يديه ورفعهما إلى السماء، وتعهد بتقديم تضحية من 100 عِجل أن كان النصرُ حليفه» بينما وعد «كاتولوس» الآلهة بغنائم نصر اليوم من أجل مُساعدتهُم.
اتخذ الرومان موقعهم أولاً وظلوا ساكنين، وعكست الشمس عن خوذهم البرونزية. مُنذ أن تمركز الرومان في موقع العدوا، كان على الكيمبريون أن يأتوا إليهم، الأمر الذي أجبرهُم على بذل المزيد من الطاقة. في هذه الأثناء، استمرت الشمس في الانعكاس على الخوذ الرومانية ما اعطا الكيمبريون الانطباع بأن السماء مُشتعلة، الأمر الذي أثار أعصابهم، عندها هجم الرومان. قاد «ماريوس» جناحه ضد مَيمنة الكيمبريون. سار نحو سحابة غبار ضخمة خلقها آلاف الرجال أثناء تقدُمهم عبر الحُقول الجافة. عندما وصل، لم يجد العدو، كانت المعركة تدور في مكان آخر. بحيث هجم الكيمبريون بتشكيلة الإسفين باتجاه مركز «كاتولوس»، واضعين خيالتهُم في الأمام. ثم استدار خيالة الكيمبريون فجأة إلى اليمين على أمل إخراج الرومان من صفوفهم المُرتبة أو لمحاولة الالتفاف حولهُم. سقط بعض الجُند لهذه الحيلة وطاردوا خيالة الكيمبريون. بينما أستمر هؤلاء الجُنود في المطاردة، تقدمت شريحة أخرى من الكيمبريون وهاجمت الجنود المُنفصلين. لسوء حظ الكيمبريون، فقد فوجئ خيالة الكيمبريون تمامًا بهجوم مُباغت من خيالة الرومان المُتفوقون عددًا وعُده تحت قيادة «سولا». تم إجبار خيالة الكيمبريون على العودة إلى التشكيل الرئيسي لجيشهُم، مما تسبب في حدوث الفوضى. مُستهلًا الفُرصة، أمر «كاتولوس» فيالقه بالتقدُم والهجوم. عندما وصلوا إلى الكيمبريون ألقوا برِماحِهم في صفوف العدوا غير المُنظمة، وسحب الجُنود سيوفهم وسرعان ما بدء القتال. تحركت الأجنحة الأخرى للجيش الروماني على جوانب الكيمبريون، بحيث حاصرتهُم تمامًا. كانت القوات الرومانية أصغر ولكنها أكثر تدريباً وانضباطًا. علاوة على ذلك، برع الفيلق الروماني في القتال عن قرب، وكون كتائب العدوا كانت في مواضع مكتظة للغاية، كان الأمر من جانبهم. كما عملت حرارة الصيف ضد البرابرة الذين لم يعتادوا القتال في درجات الحرارة هذه، على عكس الرومان. أصبحت المعركة هزيمة، أوقفتها العربات التي تم وضعُها في الجزء الخلفي من ساحة المعركة. في هذه المرحلة، تَحولت الهزيمة إلى مَذبحة لم تتوقف إلا عندما بدأ الكيمبريون في الاستسلام بشكل جماعي. اتخذ «بويوريكس» ونُبلائه وقفة أخيرة قُتلوا فيها جميعًا، وحقق الرومان نصرًا لاتشوبه شائبة.

## ما بعد الواقعة

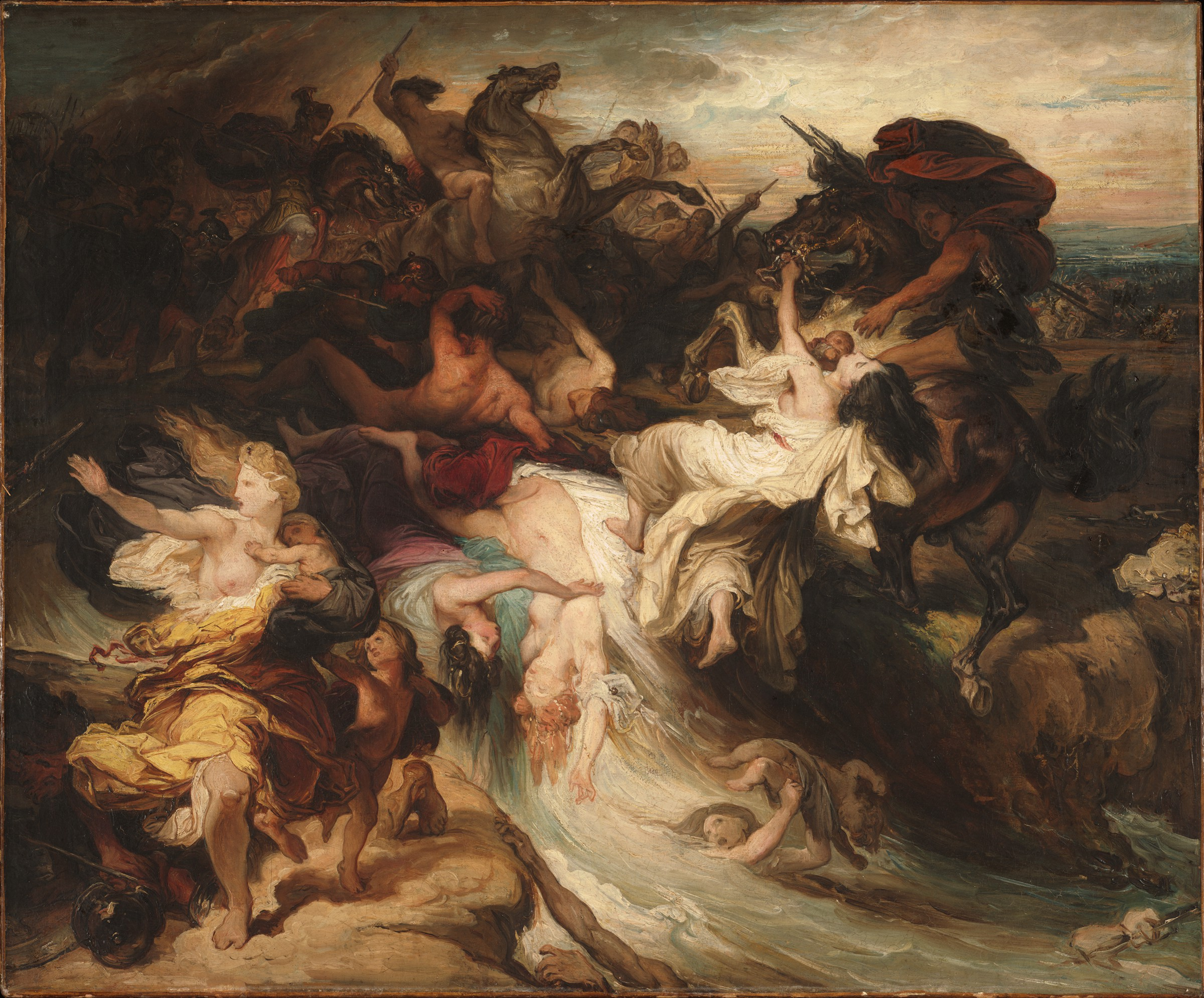
هزيمة الكيمبريون والتوتونيون على يد «غايوس ماريوس». بريشة «فرنسوا هايم»، 1853، مُتحف هارفارد، الولايات المتحدة.

وضع انتصار فِرشِلَّة، في أعقاب تدمير «ماريوس» للوتونيون في معركة أكوي سكستيا في العام السابق، نهاية للتهديد الجرماني على الحدود الشمالية لروما. تم أبادة الكيمبريون تقريبًا، حيث ادعى «ماريوس» أنه قتل 100.000 محارب وأسر واستعبد عدة آلاف، بما في ذلك أعداد كبيرة من النساء والأطفال. ربما كان أطفال الأسرى الباقين على قيد الحياة من بين الغلادياترس الذين تمردوا في حرب العبيد الثالثة.
تم نقل أخبار النصر الحاسم في فِرشِلَّة إلى روما من قبل صهر «ماريوس»، غايوس يوليوس قيصر (والد يوليوس قيصر الشهير)، الذي أصبح في العام التالي أباً لابنه الوحيد.

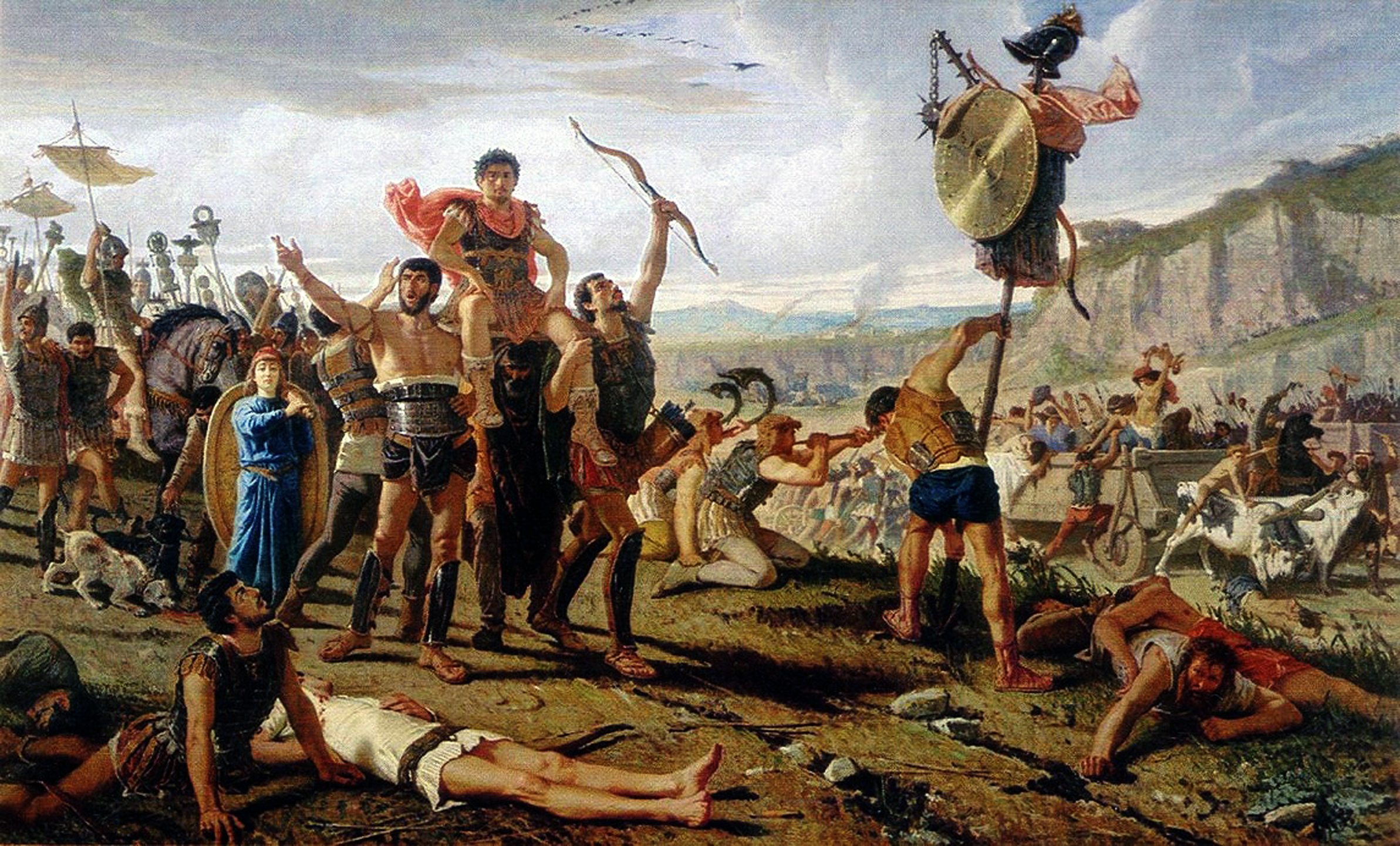
«غايوس ماريوس» مُظفرًا بعد مَعرَكة فِرشِلَّة. بريشة «فرانشيسكو ألتامورا»،1897، مُتحف كابوديمونتي، إيطاليا.

سرعان ما اختلف «ماريوس» و«كاتولوس» مع بعضهما البعض حول من يستحق القدر الأكبر من الفضل في تحقيق النصر. حاول «ماريوس» أن يدعي بأن كل الفضل يعود اليه (والذي كان حقه كونه القائد العام للجُند)، لكن «كاتولوس» أخذ مواطنين من بارما القريبة إلى ساحة المعركة وأظهر لهم جُثث الكيمبريون التي لا يزال العديد منهم يحملون رِماح جنوده التي قتلتهم، كانت الغالبية العُظمى من هذه الرماح تحمل علامات فيالق «كاتولوس». في النهاية، عقد «ماريوس» و«كاتولوس» انتصارًا مُشتركًا مع حصول «ماريوس» على القدر الأكبر من الثناء بصفته القائد العام.
من الناحية السياسية، كان لهذه المعركة آثار كبيرة على روما أيضًا. اختفى السبب الرئيسي (التهديد الجرماني) لسلسلة أنتخاب القنصليات المُستمرة لـ«غايوس ماريوس» (104 - 101 ق.م). على الرغم من أن «ماريوس»، الذي امتطى موجة الشعبية بعد انتصار فِرشِلَّة، انتخب قنصلًا (لعام 100 ق.) مرة أخرى، استغل خصومه السياسيون ذلك. شهدت نهاية الحرب أيضًا بداية تنافس متزايد بين «ماريوس» و«سولا»، مما أدى في النهاية إلى أولى الحروب الأهلية الكبرى في روما. نتيجة لدوره في أنتصار فِرشِلَّة، ارتفعت مكانة «سولا» بشكل كبير. كانت مسيرة «ماريوس» في ذروتها بينما كان «سولا» لا يزال في صُعود.
مُباشرة بعد المعركة منح «ماريوس» الجنسية الرومانية لقواته المُتحالفة دون استشارة أو طلب إذن من مجلس الشيوخ أولاً. عندما شكك بعض أعضاء مجلس الشيوخ في هذا الإجراء، قال «ماريوس» أنه في خضم المعركة لم يتمكن من التمييز بين صوت الروماني وصوت الحليف. من ذلك اليوم، ستُعتبر جميع الجيوش الإيطالية فيالق رومانية.
كان هذا الإجراء الذي قام به «ماريوس» هو المرة الأولى التي يتحدى فيها جنرال مُنتصر مجلس الشيوخ علانية ولكنها لن تكون الأخيرة. في عام 88 ق.م، قاد «سولا»، في تحدًا لكل من مجلس الشيوخ والتقاليد، قواته إلى مدينة روما نفسها. و«يوليوس قيصر»، عندما أمره مجلس الشيوخ بإلقاء أمره والعودة إلى روما لمواجهة تهم «سوء السلوك»، بدلاً من ذلك قاد إحدى فيالقه عبر نهر الروبيكون في عام 49 ق.م. كان هذا الأمر بمثابة أعلان بداية الحرب الأهلية بينه وبين قوات مجلس الشيوخ تحت قيادة «بومبي» والتي أدت إلى نهاية الجمهورية الرومانية.

## في الأدب
تصف «كولين مكلو» المعركة بشيء من التفصيل في روايتها «الرجُل الأول في روما». «غايوس ماريوس» هو أحد الشخصيات الرئيسية وتُركز الرواية على صعوده إلى السُلطة.